# 自由港 (佛罗里达州)
自由港（英語：Freeport），是美国佛罗里达州沃爾頓縣下属的一座城市。建立于1963年。面积约为28平方公里（约合10.8平方英里）。根据2010年美国人口普查，该市有人口1,787人。论人口在本州排行第295。